# Atletyka
Atletyka – dziedzina sportu, która wyodrębniła się w XIX wieku. W skład atletyki wchodzą dyscypliny, w których podstawą jest wykorzystywanie przez zawodników własnej siły fizycznej, m.in.: podnoszenie ciężarów, strongman, trójbój siłowy i kulturystyka.